# Szőke Béla Miklós
Szőke Béla Miklós (Győr, 1950. február 13.) régész, az MTA doktora.

## Élete
1970-ben féléves részképzésen vett részt a moszkvai Lomonoszov Egyetemen. 1973-ban végzett régészet-történelem szakon az Eötvös Loránd Tudományegyetemen. 1976-tól egyetemi doktor, 1993-tól az MTA - történelemtudomány (régészet) kandidátusa, 2013-tól az MTA doktora.
1973-2012 között az MTA Régészeti Intézetének tudományos főmunkatársa.
Kutatási területe a népvándorlás kor, a kora középkor, a Karoling- és Árpád-kor. Az Antaeus szakmai folyóirat főszerkesztője.

## Elismerései
- 2012 Schönvisner István díj

## Művei
- 1987 Pusztaszentlászló Árpád-kori temetője. Budapest. (tsz. Vándor L.)
- 1994 A népvándorlás kor és a korai középkor története Nagykanizsán és környékén. In: Nagykanizsa. Nagykanizsa, 143-210.
- 1994 Awaren und Slawen in Südwest-Ungarn. Straubing.
- 1996 Archäologie und Siedlungsgeschichte im Hahóter Becken, Südwest-Ungarn. Von der Völkerwanderungszeit bis zum Mittelalter. Antaeus 23.
- 2008 Der Cundpald Kelch. Wege und Umwege in der Forschung. Acta Arch. Hung. 59, 347–366.
- 2012 Pannónia a Karoling-korban.
- 2014 The Carolingian Age in the Carpathian Basin.
- Mosaburg / Zalavár a Karoling-korban